# İlkay Gündoğan
İlkay Gündoğan ([ˈʔɪlkaɪ̯ ˈɡʏndoɡan] Fișier audio „İlkay Gündoğan.ogg” inexistent, turcă: [ˈilkaj ˈɡyndoβan]; n. 24 octombrie 1990, Gelsenkirchen, Germania) este un fotbalist german, care joacă pe post de mijlocaș la Manchester City în Premier League. Pe plan internațional, are prezențe la națională pentru Germania, Germania Sub-21⁠(d), Germania U18⁠(d), Germania U19⁠(d) și Germania U20⁠(d).
A mai evoluat la VfL Bochum, 1. FC Nürnberg, Borussia Dortmund și FC Barcelona. Gündoğan a fost unul dintre jucătorii exponențiali ai lui Dortmund în câștigarea Bundesligii în sezonul 2011–2012. Este cunoscut ca playmaker, având un joc de pase și o tehnică bună.

## Titluri

### Club
Borussia Dortmund
- Bundesliga: 2011–2012
- DFB-Pokal: 2011–2012
- DFL-Supercup: 2013

Manchester City
- Premier League: 2017–18, 2018–19, 2020–21, 2021–22, 2022–23[4]
- FA Cup: 2018–19,[5] 2022–23[6]
- EFL Cup: 2017–18,[7] 2018–19,[8] 2019–20,[9] 2020–21[10]
- FA Community Shield: 2018,[11] 2019[12]
- Liga Campionilor: 2022–23;[13] vice-campion: 2020–21[14]

## Legături externe
- Materiale media legate de İlkay Gündoğan la Wikimedia Commons
- Site web oficial
- Ilkay Gündogan: A Model of Successful Integration Arhivat în 29 mai 2013, la Wayback Machine.
- de İlkay Gündoğan la fussballdaten.de
- İlkay Gündoğan pe site-ul FIFA (arhivat)
- İlkay Gündoğan – pe site-ul UEFA
- Profil la ESPN FC
- Profil la Bundesliga
- Profil la kicker de